# 優良建築物等整備事業
優良建築物等整備事業（ゆうりょうけんちくぶつとうせいびじぎょう）は、都市再開発手法の一つ。任意の再開発事業。

## 概要
都市再開発法に基づく市街地再開発事業とは異なり、都市計画決定等の法的手続きを要しない、国の制度要綱に基づく事業である。
一定の空地の確保、土地の共同化、高度化等に寄与する優良な建築物等の整備に対し、事業費の一部を補助する制度としている。
優良再開発型、市街地住宅供給型(住宅複合利用タイプ) 、既存ストック再生型、都市再構築型が想定されている。
人口10万人以上の市を対象としている。

## 事例
北海道
- 第一副港地区（稚内副港市場）
- 函館本町地区（シエスタハコダテ）
- 苗穂駅北口西地区（ザ・グランアルト札幌 苗穂ステーションタワー）

東北地方
- 古川一丁目12番地区（ポレスター古川プレミアムレジデンス）
- 中央通二丁目地区（デュオヒルズ盛岡中央通THEMASTER）
- 石巻市中央二丁目４番南地区（デュオヒルズ石巻マークス）
- 長町七丁目西地区（ザ・モール仙台長町）
- 河原町地区（イガスト・ゲート河原町、プロモ河原町（被災市街地優良建築物等整備事業））
- 石巻市中央二丁目4番南地区
- 山形市十日町一丁目地区（D’グラフォート十日町タワー）
- 栄町地区（福島県立医科大学 保健科学部(仮称)棟）
- 福島栄町北地区（福島キャピタルフロント）
- 福島中町地区（サンライズ中町ビル）
- 曽根田西地区（曽根田ショッピングセンター）

関東地方
- 高崎市の再開発#優良建築物等整備事業
- 表町218地区（ケヤキテラス）
- 川口1丁目地区（スカイフロントタワー川口）
- 川口幸町1丁目7番地区（川口パークタワー）
- 川口栄町1丁目12番地区（シティデュオタワー川口）
- 川口本町4丁目8番地区（ザ・パークハウス 川口本町）
- 飯塚1丁目第3地区（プラウドタワー川口）
- 川口本町4丁目第3地区（スカイスクエア川口タワー）
- 所沢寿町地区（コンセールタワー所沢）
- 所沢東町地区（グラシスタワー所沢）
- 所沢御幸町地区（所沢スカイライズタワー）
- 所沢元町東地区（フォーラスタワー所沢）
- 所沢元町地区（クレアシティー所沢）
- 所沢元町仲町地区（コスモガーデンズ所沢）
- 所沢寿町西地区（グレーシアタワーズ所沢）
- 所沢寿町南地区（コスモフォーラム所沢）
- 所沢寿町南A地区（ブリリアタワー所沢ロジュマン）
- 谷塚駅東口B地区（プランベール谷塚駅前）
- 小岩駅北口地区（東京グランファースト）
- 港南一丁目地区（品川ハート）
- 東神奈川駅前地区（ザ・ステーションタワー東神奈川）
- 川崎駅北口地区第2街区10番地（クリエ川崎）
- 戸手4丁目（アクアリーナ川崎、スーパー堤防事業と同時）
- 京急川崎駅東街区（京急川崎駅ビル）
- 橋本6丁目D地区（ザ・ハシモト タワー）
- 橋本6丁目24番（プラウド橋本）
- 橋本6丁目地区（グラントーレ橋本）
- 橋本6丁目東町地区（リビオ橋本タワー ）
- 城山一丁目地区（レーベン小田原 THE TOWER）
- 紅谷町三番地区（セレストタワー湘南平塚）
- 今川町地区（ポレスター秦野駅前）

中部地方
- 堤町通り一丁目地区（シティハウス富山西町）
- 安住町2番地区（北日本スクエア）
- 七瀬南部地区（ラトナ東口ビル）
- 加納清水町3丁目南地区（日本泉ビル）
- 大垣市郭町2丁目地区（共立中央ビル）
- 吉野町6丁目東地区（コンフォートホテル岐阜）
- 富士吉原二丁目地区（ウィステリア吉原本町）
- 新島田ショッピングビル地区（おび・りあ）
- 栄一丁目6番地区（グランドメゾン御園座タワー）
- 栄三丁目30番地区（松坂屋南館）
- 大手町6番地区（富山市民プラザ）
- 鷹匠1－14地区（新静岡セノバ）
- 清水駅西第二地区（アトラス清水駅前）
- 真砂町プラザ第1地区（ベイタワー清水）
- 紺屋町11地区（ホテルガーデンスクエア静岡）
- 伝馬町第二地区（トップセンタービル）
- 呉服町二丁目1－5地区（5風来館）
- 富士駅南口地区（ソシエルふじ）

近畿地方
- 神戸国際会館地区（神戸国際会館）
- 伊勢市駅前地区（三交イン伊勢市駅前）

中国四国地方
- 松山市大街道二丁目東地区（AEL MATSUYAMA）
- 五島町地区（五島町中村ビル）
- 松山市駅前広場南地区（伊予鉄髙島屋）
- 二番町三丁目南地区（香川銀行松山支店）
- 朝日町一丁目地区（香川県立中央病院）
- 千舟町四丁目北地区（アヴァンサ千舟）

九州地方
- 久留米市西町花畑24街区（ウィーヴ花畑マークタワー）